# Metavermilia arctica
Metavermilia arctica är en ringmaskart som beskrevs av Kupriyanova 1993. Metavermilia arctica ingår i släktet Metavermilia och familjen Serpulidae. Arten har ej påträffats i Sverige. Inga underarter finns listade i Catalogue of Life.